# Выход (фильм, 2022)
«Выход» — документальный фильм российских режиссёров из Якутии Максима и Евгении Арбугаевых, вышедший на экраны в 2022 году. Номинант  премии «Оскар» в категории «Лучший короткометражный документальный фильм».

## Сюжет
Фильм рассказывает о российском учёном Максиме Чакилеве, который наблюдает за жизнью моржей на мысе Сердце-Камень в Чукотском море.

## Восприятие
«Выход» был включён в программу короткометражных фильмов 72-го Берлинского кинофестиваля (февраль 2022). Американский журнал The New Yorker опубликовал его на своем ютуб-канале в ноябре 2022 года, а в общей сложности «Выход» показывали на 30 международных площадках, благодаря чему он стал одной из самых известных документальных картин года.
«Выход» был признан лучшим короткометражным документальным фильмом на 38 ежегодной премии IDA Documentary Awards в Лос-Анджелесе, был удостоен приза памяти Дани Гуревича «За лучшую операторскую работу» на кинофестивале «Послания к человеку», специального упоминания жюри на фестивале документального кино «Флаэртиана», ХХIII Национальной Премии в области неигрового кино и телевидения «Лавровая ветвь». Был номинантом премии «Оскар» в категории «Лучший короткометражный документальный фильм».